# Gary Lane
Gary William Lane (nascut al Regne Unit el 4 de novembre de 1964) és un jugador i escriptor d'escacs australià, que té el títol de Mestre Internacional des de 1987.
A la llista d'Elo de la FIDE de febrer de 2015, hi tenia un Elo de 2350 punts, cosa que en feia el jugador número 19 (en actiu) d'Austràlia. El seu màxim Elo va ser de 2464 punts, a la llista de juliol de 2001 (posició 895 al rànquing mundial).

## Biografia i resultats destacats en competició
En Lane va esdevenir Mestre Internacional el 1987 i va guanyar el Campionat d'escacs de la Commonwealth el 1988 (ex aequo amb Michael Adams). És un molt reputat escriptor d'escacs, i entre els seus més de vint llibres, en detaquen Find the Winning Move, Improve Your Chess in 7 Days i Prepare to Attack.
Després de casar-se amb la Mestre Internacional Femení (WIM) Nancy Jones, va anar a viure a Austràlia, on hi va guanyar el Campionat d'Austràlia el 2004.
A finals de 2005, va participar (representant Austràlia) a la Copa del món de 2005 a Khanti-Mansisk, un torneig classificatori per al cicle del Campionat del món de 2007, on després de superar la primera ronda per incompareixença del seu rival (Akopian), fou eliminat en segona ronda per Baadur Jobava.

### Participació en competicions per equips
En Lane ha representat Austràlia a les edicions de 2002, 2004, i 2006 de les Olimpíades d'escacs. A la 36a Olimpíada va ajudar Austràlia a empatar 2-2 contra el seu país d'origen, Anglaterra, tot obtenint una espectacular victòria contra el GM d'elit Nigel Short.

## Llibres
- Lane, Gary. Winning with the Scotch.  Henry Holt, 1993. ISBN 0-8050-2940-0.
- Lane, Gary. A Guide to Attacking Chess.  B.T.Batsford Ltd, 1996. ISBN 0-7134-8010-6.
- Lane, Gary. Victory in the Opening.  Sterling Pub Co Inc, 1999. ISBN 9780713484274.
- Lane, Gary. The Ultimate Colle.  Sterling Pub Co Inc, 2001. ISBN 9780713486865.
- Lane, Gary. Ideas Behind the Modern Chess Openings: Attacking With White.  Batsford, 2003. ISBN 9780713487121.
- Lane, Gary. The Bishop's Opening Explained.  Batsford, 2004. ISBN 0-7134-8917-0.
- Lane, Gary. Ideas Behind Modern Chess Openings: Black.  Batsford, 2005. ISBN 9780713489507.
- Lane, Gary. The Scotch Game Explained.  Batsford, 2005. ISBN 0-7134-8940-5.
- Lane, Gary. The Ruy Lopez Explained.  Batsford, 2006. ISBN 0-7134-8978-2.
- Lane, Gary. Improve Your chess In 7 Days.  Batsford, 2007. ISBN 978-0-7134-9050-3.
- Lane, Gary. The Greatest Ever Chess Tricks and Traps.  Everyman Chess, 2008. ISBN 9781857445770.
- Lane, Gary. Sharpen Your Chess Tactics in 7 Days.  Batsford, 2009. ISBN 9781906388287.
- Lane, Gary. Prepare to Attack.  Everyman Chess, 2011. ISBN 978-1857446500.